# Giuseppe Tonello
Giuseppe Tonello detto Beppino (Pozzuolo del Friuli, 11 marzo 1916 – Palmanova, 15 maggio 1985) è stato un calciatore e allenatore di calcio italiano, di ruolo portiere.

## Carriera
Ha difeso la porta dell'Udinese dal 1934 al 1937 in Prima Divisione, interrompendo temporaneamente la carriera per svolgere il servizio militare a Gorizia. Tornato in forza ai bianconeri, dal 1940 al 1943 ha disputato tre stagioni in Serie B, esordendo tra i cadetti il 20 ottobre 1940 nella partita Udinese-Fanfulla (3-0).
Nel Dopoguerra allenò per lunghi anni la SAICI di Torviscosa; a lui è dedicato il campo sportivo locale.

## Palmarès

### Club

#### Competizioni nazionali
- Prima Divisione: 1

Udinese: 1934-1935
- Serie C: 1

Udinese: 1938-1939